# ییرژی اورتن
ییرژی اورتن (چکی: Jiří Orten; ۳۰ اوت ۱۹۱۹ – ۱ سپتامبر ۱۹۴۱) شاعر اهل کشور جمهوری چک بود. وی بین سال‌های ۱۹۳۰ تا ۱۹۴۲ میلادی فعالیت می‌کرد. آثار او تحت تأثیر سوررئالیسم و فولکلور بود.